# نيل هاريسون (مغني)
نيل هاريسون (بالإنجليزية: Neil Harrison)‏ هو مغني وكاتب أغاني بريطاني، ولد في 4 ديسمبر 1950.

## وصلات خارجية
- الموقع الرسمي